# Conizonia detrita
Conizonia detrita är en skalbaggsart som först beskrevs av Fabricius 1793.  Conizonia detrita ingår i släktet Conizonia och familjen långhorningar. Inga underarter finns listade i Catalogue of Life.